# Кућа народног хероја Лазе Стојановића
Кућа народног хероја Лазе Стојановића се налази у Кушиљеву, насељеном месту на територији општине Свилајнац.
Кућа преставља непокретно културно добро као споменик културе и може се сврстати међу објекте народног градитељства Поморавља са почетка 20. века, али са утицајем градске архитектуре, приметним нарочито на спољним деловима столарије, која уједно чини и посебну вредност овог објекта.
Постављена је на плитким каменим темељима, грађена у бондручном конструктивном систему са испуном од плетера и блата. У основи је правоугаона грађевина која се састоји од четири просторије. Кров је четвороводан и покривен ћерамидом. Стреха је истурена и опшивена профилисаним даскама и решмом. На јужној фасади објекта 1956. године је постављена спомен плоча.